# Polytrichum stolonigerum
Polytrichum stolonigerum är en bladmossart som beskrevs av C. Müller 1900. Polytrichum stolonigerum ingår i släktet björnmossor, och familjen Polytrichaceae. Inga underarter finns listade i Catalogue of Life.